# Gertrud von Helfta

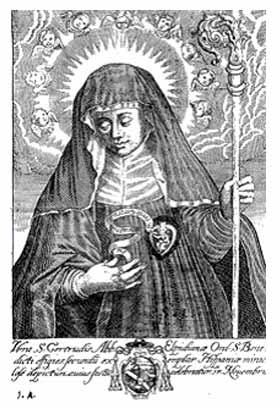
Gertrud die Große

Die heilige Gertrud von Helfta, auch Gertrud die Große, (* 6. Januar 1256; † 17. November 1301 oder 1302) war eine Zisterzienserin und Mystikerin im Kloster Helfta bei Eisleben. Die hl. Gertrud gehört zu den herausragenden Frauen des Mittelalters; als einzige deutsche Heilige trägt sie den Beinamen die Große. Durch Gertrud von Helfta, ihre Lehrerin Mechthild von Hackeborn und ihre Mitschwester Mechthild von Magdeburg galt Helfta als „Krone der deutschen Frauenklöster“. In der katholischen Kirche wird Gertrud von Helfta als Heilige verehrt.

## Leben

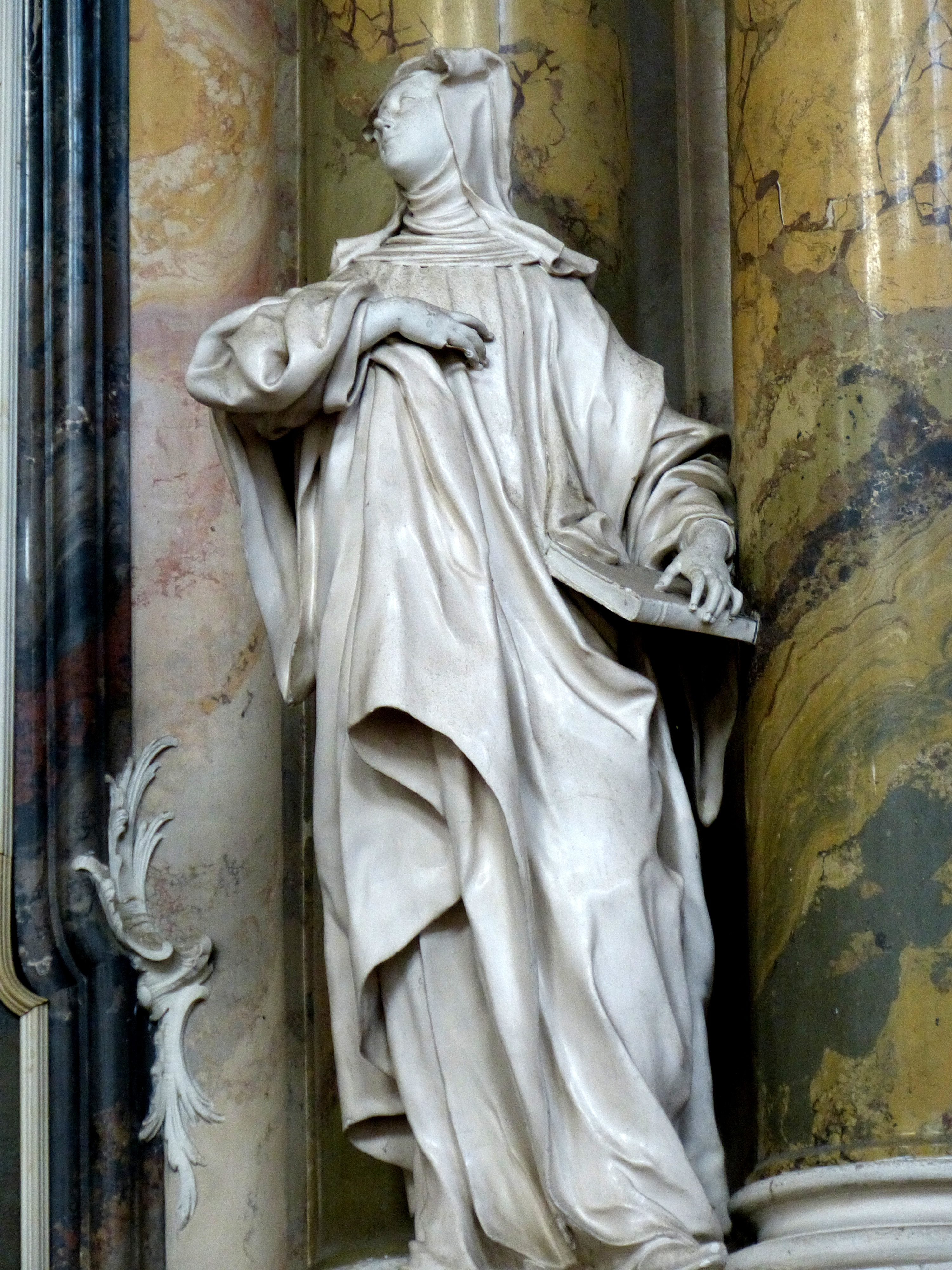
Statue (1760) der Gertrud von Helfta, Stiftskirche Engelszell, Oberösterreich

Gertrud von Helfta wurde am 6. Januar 1256 geboren und stammte wahrscheinlich aus Thüringen. Sie wurde schon als Fünfjährige von ihrer Familie als Schülerin ins Kloster Helfta gegeben. und trat, als sie das kanonische Alter erreicht hatte, ins Noviziat ein. Sie erhielt eine außerordentlich gründliche theologische und humanwissenschaftliche Ausbildung, besonders auch in den Artes liberales. Dabei tat sie sich ebenso durch Lerneifer wie durch intellektuelle Begabung hervor, gefördert von der Äbtissin Gertrud von Hackeborn, der älteren Schwester der Mechthild von Hackeborn. In der Begegnung mit der früheren Begine und Mystikerin Mechthild von Magdeburg, die in Helfta Zuflucht vor Anfeindungen gefunden hatte und dort ihr Werk Das fließende Licht der Gottheit zu Ende schrieb, gewann Gertrud dann Zugang zu deren Spiritualität und damit auch zur Spiritualität der Frauenbewegung des 13. Jahrhunderts.
Nach einer schweren Lebens- und Glaubenskrise  hatte Gertrud im Alter von 25 Jahren, am 27. Januar 1281, im Dormitorium des Klosters ihr religiöses Schlüsselerlebnis, das ihr Leben änderte. An diesem Tag überkommt sie eine Christusvision und veranlasst eine Neuorientierung.
In einer Vision sah sie einen jungen, schönen Mann, der zu ihr sagte: „Bald wird dein Heil kommen. (Jes 56,1 ) Warum verzehrst du dich in Trauer? Hast du nicht einen Ratgeber, da der Schmerz dich verändert hat?“ (Mi 4,6 , Responsorium des 2. Adventssonntages) In einer entschiedenen Neuausrichtung ihres Lebens (im Sinne einer „conversio“) wurde Gertrud aus einer „grammatica“, einer Buchgelehrten, zur „theologa“, zu einer Gottesgelehrten und widmete sich nun entschieden den Studien geistlicher Art und der Betrachtung („contemplatio“) des Göttlichen, im Streben nach der „wahren Weisheit“.
Von da an entwickelte Gertrud, als Mittelpunkt des Helftaer Theologinnenkreises, eine lebhafte literarische Tätigkeit: Sie übersetzte Teile der Bibel, schrieb Erbauungsbücher, in denen sie Aussprüche von Heiligen kompilierte (wohl in Art von Florilegien), verfasste zahlreiche Gebete und „viele andere aufbauende Schriften“,  sowie ihre beiden Hauptwerke, die Exercitia spiritualia („Geistliche Übungen“) und – mit Unterstützung durch Mitschwestern – den Legatus divinae pietatis („Gesandter der göttlichen Liebe“, oder: „Botschaft von Gottes Güte“, ab 1289). Später schrieb sie zusammen mit einer nicht namentlich bekannten Mitschwester im Liber specialis gratiae („Buch der besonderen Gnade“) auch die Offenbarungen der Mechthild von Hackeborn nieder. Auch in den folgenden Jahren hatte sie mystische Erlebnisse. Die Erkenntnisse ihrer Gottesschau setzte Gertrud als Ratgeberin und Seelsorgerin in die Tat um. Dabei nahm sie in der „Freiheit des lebendigen Geistes“ auch prophetische und priesterliche Aufgaben wahr.
Gegen Ende ihres Lebens litt Gertrud über Wochen hinweg an den Folgen eines Schlaganfalls. Sie starb im Alter von höchstens 46 Jahren Mitte November 1301 oder 1302.

## Werk

### Grundlagen und Intention
In ihrem schriftstellerischen Werk entwickelte Gertrud mit hoher Sprachkunst eine Theologie ganz eigener Prägung, die sie in einer groß angelegten Zusammenführung biblischen, mystischen und scholastischen Denkens zur Darstellung brachte. Charakteristisch für Gertruds Schriften ist die enge „Verknüpfung der mystischen Erfahrung mit traditionellen Elementen wie Liturgie, Dogma, Katechismus, Bibel, theologischen Schriften und Benediktinerregel“. Grundlegend dabei ist eine umfassende Kenntnis der Bibel, deren Inhalte nicht nur zitiert, sondern in geradezu „spielerischem Umgang“ kreativ verarbeitet werden. Engstens damit verbunden sind Texte der Liturgie und die Benediktusregel, so sehr, dass geradezu von einer „liturgischen Mystik“ gesprochen werden kann. Dazu verfügte Gertrud über eine umfassende Kenntnis der theologischen Literatur ihrer Zeit; als literarische Quellen nachweisbar sind u. a. Augustinus von Hippo, Gregor der Große, Beda Venerabilis, Bernhard von Clairvaux, Hugo von St. Viktor, Albertus Magnus, Thomas von Aquin sowie auch Pseudo-Dionysius Areopagita, Richard von St. Viktor und Wilhelm von Saint-Thierry.
Gertruds „beinahe schon demonstrativ zu nennende Einbettung des mystischen Erlebens in die scholastische Theologie“ konnte auch als Absicherung gegen mögliche Häresievorwürfe verstanden werden. Im vierten Buch des Legatus erscheint schließlich Gertruds Schreiben als eine Fortsetzung des Evangeliums für die neue Zeit („moderno tempori“); dabei führt Gertrud vor allem die johanneische und paulinische Theologie weiter. Wie die Autoren der heiligen Schriften soll Gertrud als „Licht für die Völker“ mit ihrem Werk dem „Heil vieler“ dienen. Sie wird so auch zur Mitwirkenden am Erlösungswerk.

### Überlieferte Schriften
Gertrud von Helfta hinterlässt ein umfassendes Schriftgut, von dem zwei Werke, welche auch in einer deutschen Übersetzung vorhanden sind, bekannt sind. Zum einen die Exercitia Spiritualia und die Legatus divinae Pietatis. Das Werk Legatus divinae pietetis veranschaulicht das vorbildhafte Leben der Gertrud. Und das Werk Exercitia Spiritualia enthält Bekenntnisse, Übungen und Gebetsanleitungen, welche zum geistlich geweihten, korrekten Leben heranbilden sollen.
Erhalten sind von Gertruds umfangreicher literarischer Tätigkeit nur die fünf Bücher des Legatus divinae pietatis sowie die in sieben „Übungen“ gegliederten Exercitia spiritualia. Dabei steht fest, dass im Legatus nur Buch II von Gertrud eigenhändig geschrieben ist. Die übrigen Teile sind – nach Kurt Ruh – zum wesentlichen Teil von einer namentlich nicht bekannten „Schwester N“ endverfasst, die auch an der Niederschrift des Liber specialis gratiae Mechthilds von Hakeborn mitwirkte und dabei die Aussagen der beiden Mystikerinnen nicht nur sprachlich, sondern auch „in nicht geringem Maße inhaltlich geformt“ hat. Neuere Arbeiten der Gertrud-Forschung versuchen zunehmend, diesen Tatbestand zu berücksichtigen; die Auswirkungen auf das bisherige Gertrud-Bild sind bei weitem noch nicht absehbar, auch wenn nicht daran gezweifelt wird, dass auch die von „Schwester N“ niedergeschriebenen Teile auf authentische Äußerungen Gertruds zurückgreifen.
Beide Werke unterschieden sich deutlich nicht nur in der Art der Niederschrift, sondern auch in Zielsetzung, Inhalt und Sprache. Der Legatus divinae pietatis ist offensichtlich für ein breiteres Publikum gedacht und demgemäß didaktisch aufbereitet. In einer Vielzahl von „Revelationen“ werden Themen der Dogmatik ebenso wie solche der religiösen Lebensführung und des kirchlichen Jahresablaufs anschaulich zur Sprache gebracht. Die häufigen allegorischen Bilder werden erklärend gedeutet. Die Exercitia spiritualia dagegen bringen weder Visionen noch Erklärungen. Sie entwickeln in verdichteter Darstellung eine Art mystische Summa von Gertruds Theologie und religiöser Erfahrungswelt. Die Texte sollen beim Lesen im Sinne von „Exerzitien“ mitvollzogen werden, indem man sich auf die Gedanken und Worte Gertruds meditierend einlässt. Bei aller Unterschiedlichkeit zeigen jedoch beide Werke, trotz Differenzierungen im Einzelnen, die gemeinsame Grundlage in Gertruds Denken und Erleben.
An drei Stellen der Exercitia spiritualia ist auch eine deutsche Fassung des lateinischen Textes überliefert, in einer freien, aber poetisch gelungenen Wiedergabe. Einige mittelniederdeutsche Formen berechtigen zu der heute nicht mehr zu beantwortenden Frage, ob Gertrud ihre Exercitia spiritualia, oder Teile davon, nicht nur in einer lateinischen, sondern vielleicht auch in einer deutschen Fassung geschrieben hat. Dass die lateinische Fassung aber nicht lediglich die Übersetzung einer deutschen Originalfassung ist, zeigen jedenfalls künstlerische Mittel wie Reim und Rhythmus oder erlesene lateinische Wörter, auch solche griechischer Herkunft, die so in einer Übersetzung nicht denkbar sind.

### Gottes- und Menschenbild
Im Mittelpunkt von Gertruds Werk steht die Botschaft von der Liebe Gottes, der sie nach ihrer ersten Vision, wie es in der Benediktsregel heißt, „nichts vorziehen“ wollte. Selten in der Geschichte des Christentums wurde Gott so ausschließlich als Liebe gesehen wie in Gertruds Exercitia spiritualia. „Amor deus: Gott-Liebe“ ist hier der zentrale Gottesname. Er ist für Gertrud die erste „fassbare“ Aussage über das letztlich in keiner Weise zu fassende göttliche Wesen, das sich – als „Abgrund“ und „Licht“ – jeder bildlichen Vorstellung entzieht und auch mit den abstrakten Begriffen „deitas“ und „divinitas“ („göttliches Wesen; Gottheit“ o. ä.) nicht zu fassen ist. Als „amor deus“ vereinigt Gott in sich die Eigenschaften der Personen „Vater, Sohn und Heiliger Geist“ und steht als „amator: Liebe-Habender“ noch vor den einzelnen Personen. In der Emanation „ausfließend“, erschafft und erfüllt die Gott-Liebe das ganze Universum, um dann letztlich alles Geschaffene wieder in das göttliche Wesen zurückzuführen. Grund für die Menschwerdung Gottes ist dann auch nicht die Erlösung von Sündenschuld, sondern die Wiederherstellung des Liebesbundes zwischen Gott und Mensch. Um Gottes Liebe anschaulich zu machen, wählt Gertrud auffallend oft auch „weiblich konnotierte Metaphern und Gleichnisse“.
Aus der Sehnsucht des liebenden Gottes nach dem Menschen, wie sie insbesondere in der Menschwerdung Gottes deutlich wurde, leitet sich bei Gertrud dann auch die unvergleichliche Würde eines jeden Menschen ab, der in der Begegnung mit Gott zu Selbständigkeit, Selbstbewusstsein und innerer Freiheit findet. In „tugendhaftem“ Handeln wird der Mensch dann auch „fruchtbringend“ für andere.

### Sprachliche Form
Auch wenn es noch an philologischen Monographien zu Gertruds Werken mangelt, so ist doch bereits erkennbar, wie sehr Gertrud als sprachmächtige Schriftstellerin das von ihr Geschriebene bewusst gestaltet hat; somit kommt ihrem Werk neben seiner theologischen Bedeutsamkeit auch ein hoher „literarästhetischer Wert“ zu. Nach Kurt Ruh verfügt Gertrud „über das ganze Repertoire der Liebessprache, die das 12. Jahrhundert entwickelt hat“ und formt damit „Glanzpunkte der sakralen geistigen Liebessprache“. Die sechste Übung der Exercitia spiritualia habe „eine Höhe, die in der gesamten Frauenmystik nie erreicht wurde“ und so nur noch bei Augustinus zu finden sei. Der mittellateinischen Sprache gewinnt Gertrud „neue, kühne Ausdrucksmöglichkeiten“ ab. dies gilt ebenso für Strukturen wie auch für Wortwahl, hochmusikalische Lautgebung und Sprachrhythmus. Die Verbindung von mystischer Erfahrung, theologischer Reflexion und künstlerischer Gestaltung ist für beide überlieferte Werke Gertruds kennzeichnend, wenn auch – entsprechend der unterschiedlichen Zielsetzung  – in den Exercitia ausgeprägter als im Legatus.
Grundlegend ist für Gertruds Schreibform – wie auch für mystische Werke überhaupt – „die Umsetzung abstrakter Vorstellungen in Bilder“. Entsprechend der zisterziensich-bernhardinischen Tradition griff man in Helfta auf die Mittel der Metaphorik zurück, um das eigentlich Unsagbare („ineffabile“) Gottes zur Sprache zu bringen, und berief sich hierbei ausdrücklich auf die Zeichenlehre des Hugo von St. Viktor. So wird „das Geschaute […] in Symbolen, Analogien oder Allegorien wiedergegeben.“ Dies kommt Gertruds Religiosität entgegen, in der Leib und Seele nicht zu trennen sind; so wird bei ihr „das Seelisch-Geistige […] sinnenhaft erfahrbar, und mit den Sinnen kann der Sinn erfasst werden“. Wenn Gertrud dabei oft erotische Metaphern verwendet, so ist das für ihr Zeitalter, „das ja die Elementar- und Geistkraft der Liebe neu entdeckt hat“, die „modernste“ Form religiösen Denkens und Sprechens. Die enge Rückbindung ihrer visionären Erfahrungen an die gültigen Formen biblischer Sprache und kirchlicher Riten macht zudem deutlich, dass ihre Rede nicht nur eine „subjektiv“-persönliche Erfahrung ist, sondern in der hl. Schrift und in den Traditionen der Kirche ihr „objektiv“-allgemeingültiges Fundament hat.

### Einzelaspekte
Herz-Jesu-Verehrung
Gertrud gehört zu den mittelalterlichen Mystikern, von denen Impulse zur Herz-Jesu-Verehrung ausgingen. Gestützt auf einen Kommentar zum Hohen Lied des hl. Bernhard von Clairvaux, wurde für die Mystikerinnen von Helfta die Verehrung des Heiligsten Herzens Jesu, aus dem die Sakramente der Kirche entspringen, zu einem wesentlichen Teil ihrer Spiritualität. Besonders gilt dies für Mechthild von Hackeborn; bei Gertrud finden sich die entsprechenden Aussagen vor allem in den nicht von ihr endverfassten Teilen III–V des Legatus.
Am Fest des hl. Johannes des Evangelisten hatte Gertrud eine Vision, in der sie ihr Haupt neben die Seitenwunde Christi bettete und den Schlag des Herzens Jesu hörte. In der Vision fragte sie den hl. Johannes daraufhin, ob er beim Letzten Abendmahl den Schlag des Herzens Jesu gehört und warum er darüber nichts geschrieben habe. Der hl. Johannes erwiderte, diese Offenbarung sei für kommende Zeitalter bestimmt, wenn die erkaltete Welt sie brauche, um ihre Liebe neu zu entfachen.
Über die Herz-Jesu-Verehrung hinaus geht die Herz-Theologie Gertruds und des Helftaer Theologinnenkreises, die heute gesteigerte Beachtung findet. In ihr steht das göttliche Herz in engstem Bezug zum Herzen des Menschen, das zur Wohnung Gottes wird; zum Beweis gegenseitiger „familiaritas: Vertrautheit“ kommt es zum Herzenstausch.
Brautmystik
Der Mediävist Peter Dinzelbacher schreibt zum Werk Gertruds, dass es „intensiv brautmystischen Charakter“ habe und vorzugsweise von der „Lieblichkeit der Einwohnung Gottes“ handele. Christus sei ihr zugleich „glühendster Liebhaber“ und „liebenswürdigster Bruder“. Nach Kurt Ruh allerdings ist Gertrud „für das, was man unter Brautmystik versteht, nur mit großen Vorbehalten in Anspruch zu nehmen“; das „nuptiale Element“ fehle weitgehend. Zudem ist zumindest in den Exercitia vorzugsweise vom Einwohnen in Gott die Rede, weit häufiger als von der Einwohnung Gottes im Menschen. Gertrud erfährt die Begegnung mit Gott dann auch nicht nur als „lieblich“, sondern als ein tiefgreifend existentielles Erleben, wobei Feuer und Wasser die Hauptmetaphern sind: „Eia, du bist deinem Wesen nach Feuer, das nunmehr mich ganz und gar […] verschlingen und umhüllen soll“, und: „Untergehen möge ich in der Sintflut deiner lebendigen Liebe, so wie ein Tropfen des Meers untergeht in des vollen Meeres Tiefe.“
Weltverneinung und Todessehnsucht
Häufig erkrankt, zog sich Gertrud oft kontemplativ in ihr inneres Leben zurück und schrieb infolge ihrer Visionen: „Mich ekelt vor aller Kreatur, allein das Beisammensein mit Dir, das Gespräch mit Dir möchte ich genießen. Daher sage ich aller Kreatur lebewohl und wende mich innig dir zu […].“ Gertrud thematisiert nicht selten das für die Brautmystik typische Motiv der Todessehnsucht, besonders im Sinne der mors mystica, um dann – ebenso typisch – ein Weiterleben im Sinne eines neuen Lebens ganz nach dem Willen Gottes zu bejahen: „Eia, o Liebe, beschleunige meine Hochzeit, denn tausendmal wünschte ich zu sterben, um erfahren zu können solche Wonnen; doch suche ich dabei nicht das, was meinem eigenen Wohl dient, sondern was dir wohlgefällt.“ So ist „vita: Leben“ dann auch einer der zentralen Begriffe in Gertruds Schriften, wobei sie gerade auch die Körperlichkeit des Menschen bejaht und hochschätzt. In ihrem Werk zeigt sich zudem eine für ihre Zeit ganz ungewöhnliche unmittelbare Freude am Erleben der Natur.

## Wirkungsgeschichte
Die schon bald nach Gertruds Tod erfolgte Verwüstung des Klosters Helfta samt seiner Bibliothek im Jahre 1342 hatte auch folgenschwere Auswirkungen auf die Überlieferung der Schriften Gertruds. So sind aus dem 14. Jahrhundert keine Textzeugen tradiert, und auch aus dem 15. Jahrhundert nur wenige.
Bemerkenswert jedoch ist eine Bearbeitung des Legatus im 15. Jahrhundert unter dem Titel ein botte der götlichen miltekeit. Der unbekannte Verfasser aktualisierte das Werk Gertruds durch Umstellungen und Kürzungen entsprechend dem theologischen Diskurs des 15. Jahrhunderts. Dabei drängte er Elemente der Marien- und Heiligenverehrung sowie die einer allzu sinnlichen Minnemetaphorik zurück und sah eine entschiedene Christozentrik als Kern von Gertruds Werk, verbunden mit einer Rechtfertigungslehre, die das Vertrauen auf Gott betont. Mit seinen über fünfundzwanzig erhaltenen Textzeugen ist der botte das im Mittelalter meistüberlieferte Werk Gertruds.
1505 kam es dann in Leipzig, auf Veranlassung der Herzogin Sidonie (Zedena) von Böhmen/Sachsen, zur Drucklegung einer deutschen Übersetzung des botten durch Paul von Weida. möglicherweise war dies im Bemühen Sidoniens um eine religiöse Erneuerung motiviert. Weithin bekannt wurden die in lateinischer Sprache abgefassten Werke Gertruds jedoch erst durch die Drucklegung im Jahre 1536. Der Herausgeber, der Kartäuser Johannes Justus von Landsberg aus Köln, sah in Gertruds Theologie eine Möglichkeit, die beginnende Spaltung der Christenheit durch Besinnung auf die allen gemeinsame biblisch-christliche Grundlage zu überwinden. In der Folgezeit gelangte Gertrud zur Wirkung über die ganze katholische Welt hin, vor allem in den Ländern des romanischen Sprachraums; sie gilt als Patronin Lateinamerikas. Ihr Legatus divinae pietatis war im 16. und 17. Jahrhundert geradezu ein kirchlicher „Bestseller“ und wurde in alle wichtigen Sprachen Europas (samt der „Neuen Welt“ Amerikas) übertragen. So wurde er z. B. auch Anfang des 17. Jahrhunderts von Fray Leandro de Granada y Mendoza ins Spanische übersetzt (Libro intitulado Insinuación de la Divina Piedad, revelaciones de Sancta Gertrudis, Salamanca 1605) und mehrfach neu aufgelegt. Noch wenig untersucht ist die Wirkungsgeschichte Gertruds im nichtkatholischen Bereich, besonders bei den protestantischen Erneuerungsbewegungen; nachweisbar sind beispielsweise Einflüsse auf Gerhard Tersteegen.
Seit dem 19. Jahrhundert wurden die neuaufgelegten Schriften Gertruds wiederum zu einem starken Impuls geistlichen Lebens. Gertrud wurde nun besonders auch in Verbindung mit der Herz-Jesu-Verehrung gesehen; sie galt geradezu als „Apostola SS. Cordis: Apostelin des allerheiligsten Herzens (Jesu)“; beispielhaft dafür steht die Kirche Sacré-Cœur in Paris, wo in einem Glasfenster Gertrud als Protagonistin der Verehrung des Herzens Jesu dargestellt ist.
In der Gegenwart wird Gertrud nicht nur im kirchlichen Bereich im Zusammenhang von „Mystik und Seelsorge“ und im Hinblick auf geistliche Begleitung und Exerzitienarbeit neu wahrgenommen; darüber hinaus erscheinen Texte von ihr auch in Gedichtsammlungen und motivieren zu künstlerischen Gestaltungen. Es hat sich auch ein Komitee von Vertretern verschiedener Orden gebildet, das die Erhebung Gertruds zur Kirchenlehrerin erreichen will.

## Verehrung
Die hl. Gertrud von Helfta wurde 1678 ins Martyrologium Romanum aufgenommen. Ihr Gedenktag ist im römischen Generalkalender der 16. November, im Regionalkalender für das deutsche Sprachgebiet und im Benediktinerorden der 17. November. Sie trägt als einzige deutsche Heilige den Beinamen die Große, wurde 1678 von Papst Innozenz XI. heiliggesprochen und ist die Schutzpatronin von Peru und Tarragona in Spanien.
Einige jüngere Gertrudenklöster sind dem Patrozinium der hl. Gertrud unterstellt.

## Ikonographie

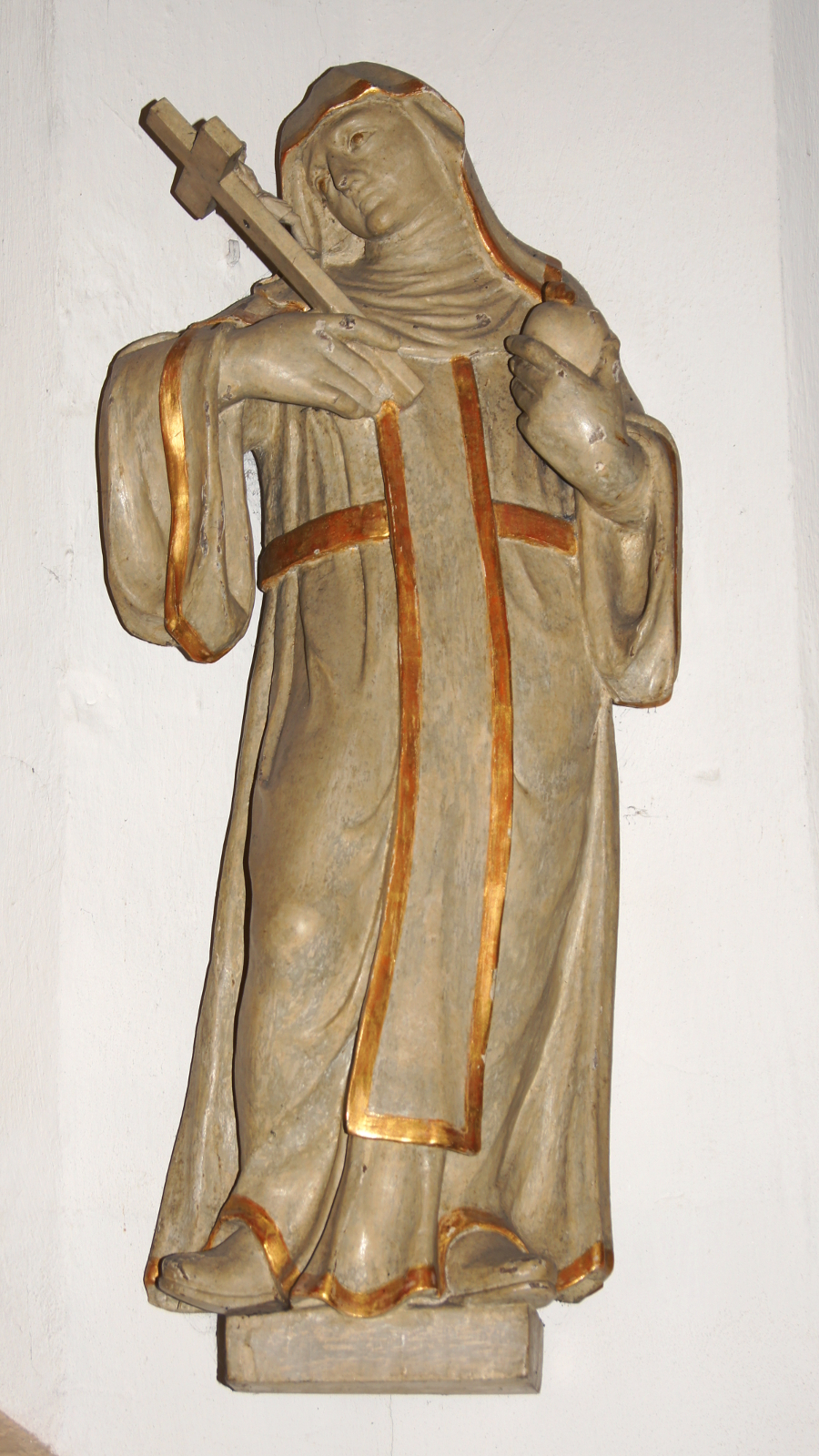
Statue der hl. Gertrud in St. Marien Burlo mit ihren Attributen Herz und Kreuz

Zu den Attributen der hl. Gertrud gehört die Darstellung ihres Herzens mit dem Jesuskind darin, wobei die Kindgestalt, als Symbolisierung des Wesens der Person, das Einwohnen Gottes im Innern des Menschen meint. In der Barockzeit und später wurde sie irrtümlich oft im Habit der Benediktinerinnen abgebildet, zuweilen sogar als Äbtissin, obwohl die Nonnen des Klosters Helfta der zisterziensischen Reform folgten (allerdings ohne dem Zisterzienserorden inkorporiert zu sein).

## Werke
Gesamtausgaben
- Sancta Gertrudis Magna [de Helfta]: Legatus divinae pietatis et Exercitia spiritualia. Ed. Solesmensium O. S. B. monachorum cura et opera [Louis Paquelin]. Paris 1875 (Revelationes Gertrudianae ac Mechtildianae I)
- Gertrud d’Helfta: Oeuvres spirituelles. Lateinisch – Französisch. Bd. I – V. Paris 1967–1986 (Sources Chrétiennes 127, 139, 143, 255, 331)

Legatus divinae pietatis
- Gertrud die Große von Helfta: Gesandter der göttlichen Liebe. Übersetzt von Johanna Lanczkowski. Heidelberg 1989 (Legatus divinae pietatis)
- Gertrud die Große: Gesandter der göttlichen Liebe – Legatus divinae pietatis. Übersetzt von Johannes Weißbrodt. 3. Auflage Christiana-Verlag, Stein am Rhein 2008, ISBN 978-3-7171-1093-4
- Gertrud von Helfta: Botschaft von Gottes Güte. Lateinisch – deutsch. Bd. 1: Buch 1 und 2. Übersetzt und herausgegeben von Maria Hildegard Brem. Heiligenkreuz 2014 (Legatus divinae pietatis Bd. 1 und 2)
- Gertrud von Helfta: ein botte der götlichen miltekeit. Hrsg. v. Otmar Wieland. Ottobeuren 1973 (Studien und Mitteilungen zur Geschichte des Benediktiner-Ordens und seiner Zweige. Ergänzungsband 22)

Exercitia spiritualia
- Gertrud von Helfta: Exercitia spiritualia – Geistliche Übungen. Lateinisch und Deutsch. Hrsg., übersetzt und kommentiert von Siegfried Ringler. 2. Aufl. Verlag Humberg, Elberfeld 2006, ISBN 978-3-938657-02-7
- Gertrud von Helfta: Geistliche Übungen. Neuübersetzung von Sr. Johanna Schwalbe OSB und Manfred Zieger. EOS Klosterverlag, St. Ottilien 2008, ISBN 978-3-8306-7323-1

Sonstiges
- Gertrud von Helfta: Glaubenserfahrungen aus ihren Werken. Hrsg. von Josef Hochenauer. Fink, Lindenberg 2004, ISBN 978-3-89870-191-4
- Die Grundwerke der drei großen Frauen von Helfta: Perlen deutscher Mystik. 3 Bde. Herder, Freiburg i. Br. 2001, ISBN 3-451-27610-0 (In dieser Ausgabe sind die drei bekanntesten Werke von Gertrud der Großen, Mechthild von Hackeborn und Mechthild von Magdeburg in älteren Übersetzungen enthalten.)
- Mitredakteurin, teilweise vielleicht sogar Mitautorin ist Gertrud in: Sancta Mechthildis [de Hackeborn]: Liber specialis gratiae. Ed. Solesmensium O. S. B. monachorum cura et opera. Paris 1875 (Revelationes Gertrudianae et Mechtildianae II), S. 1–422